# Koppeling (spoorweg)

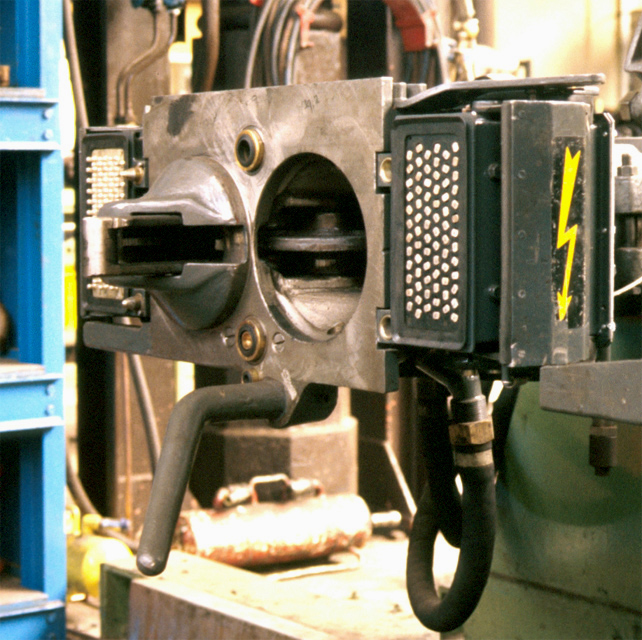
Scharfenbergkoppeling voor ICM-treinstel

Een koppeling wordt bij de spoorwegen gebruikt om treinstellen, goederenwagons of spoorwegrijtuigen aan elkaar te koppelen.

## Typen koppelingen
Er zijn verschillende typen koppelingen:
- Schroefkoppelingen en aanverwanten.
  - De traditionele schroefkoppeling.
  - Dubbele schroefkoppeling met middenbuffer; vooral gebruikt bij smalspoorwegen.
  - Rangeerkoppeling; automatische koppeling voor rangeren van materieel met schroefkoppelingen.
- Automatische middenbufferkoppeling.
  - type Unirop, oorspronkelijk bij NS in gebruik.
  - Scharfenbergkoppeling.
  - BSI-koppeling.
  - Henricot-koppeling (bij NMBS-treinstellen); afgeleid van de Janney-koppeling.
  - Schwab-koppeling voor tram, smalspoor en normaalspoor.
  - Janney-koppeling  en de hiervan afgeleide Henricot-koppeling
  - GF-koppeling, voor smalspoor en normaalspoor.
  - Bosnia koppeling, smalspoor koppeling in Joegoslavië.
  - Dellner-koppeling (Dellner)
- Automatische middenbufferkoppeling met Willison-profiel.
  - Willison-koppeling; afgeleid van de Janney-koppeling (?).
  - SA3-koppeling; afgeleid van de Willison en in gebruik in de voormalige Sovjet-Unie, bij ertstreinen in Zweden en bij het interne treintransport van Tata Steel in IJmuiden (en:SA3 coupler)
  - Automatische UIC-koppeling; Bauarten AK69e en Intermat.
  - C-AKv-koppeling / Transpac.
- Koppelstangen, koppelwagens en sleepkoppelingen, om treinen met verschillende koppelingen toch aan elkaar te koppelen, voor bijzondere gevallen.

Verder bestonden er vroeger stoom-koppelingen die dienden om rijtuigen van stoom te voorzien ten behoeve van de verwarming.
De traditionele koppeling bestaat uit een haak en een oog. Om altijd te kunnen koppelen is iedere wagen aan weerszijden van een haak én een oog voorzien. Na het aankoppelen wordt de haak met een wartel aangeschroefd, zodat de wagens zo dicht mogelijk tegen elkaar komen en de koppeling niet kan losschieten. Om te verhinderen dat de wagens tegen elkaar stoten, zijn er aan weerszijden verende buffers aangebracht. Dit is alleen noodzakelijk bij de schroefkoppeling. Bij de automatische koppelingen neemt de koppeling de functie van de buffers over.
Het aan- en loskoppelen is tamelijk bewerkelijk. Een rangeerder moet onder de buffers doorkruipen om de koppeling te bereiken. Om veiligheidsredenen mag hij niet op het spoor wachten terwijl twee wagens tegen elkaar worden geduwd. Treinstellen worden steeds meer voorzien van een automatische Scharfenbergkoppeling. Hierbij zijn geen buffers nodig. De Nederlandse Spoorwegen hebben reeds jaren geleden zelfs automatische koppelingen, type BSI, gemonteerd op sommige dubbeldekkers, hoewel dat geen treinstellen zijn. In België heeft men dit idee nu ook overgenomen bij de M6-rijtuigen.

### GF-koppeling
De GF-koppeling van Georg Fischer AG, Schaffhausen werd/wordt in drie uitvoeringen aangeboden:
- GFV-koppeling voor normaalspoortreinstellen zijn onder meer te vinden bij de SBB, het Finse VR en de Belgische NMBS (M6)
- GFN-koppeling voor smalspoortreinstellen zijn onder meer te vinden op treinen in Zwitserland.
- GFT-koppeling voor onder meer tram- en metrotreinstellen.

De productie van de GF-koppelingen werd door Schwab Verkehrstechnik AG voortgezet.

### Schwab-koppeling
De Schwab-koppeling van Schwab Verkehrstechnik AG, Schaffhausen werd/wordt in vier uitvoeringen aangeboden:
- Schwab-koppeling (FK-15-12) voor normaalspoortreinstellen zijn onder meer te vinden aan "GTW"- en "Flirt"-treinstellen van SBB (GTW en Flirt), Thurbo (GTW), BLS (GTW), TRN (Flirt) en SOB (Flirt).
- Schwab-koppeling (FK-9-6) voor onder meer tram- en metrotreinstellen
- Schwab-koppeling (FK-5.5-4 en FK-3-2.5) voor smalspoortreinstellen
- Schwab-koppeling (FK-15-10) voor normaalspoortreinstellen zijn compatibel met het type 10 van Scharfenberg

## Trivia
- Het personeelsblad van de Nederlandse Spoorwegen heet De Koppeling.

## Foto's

Spoorweg koppelingen
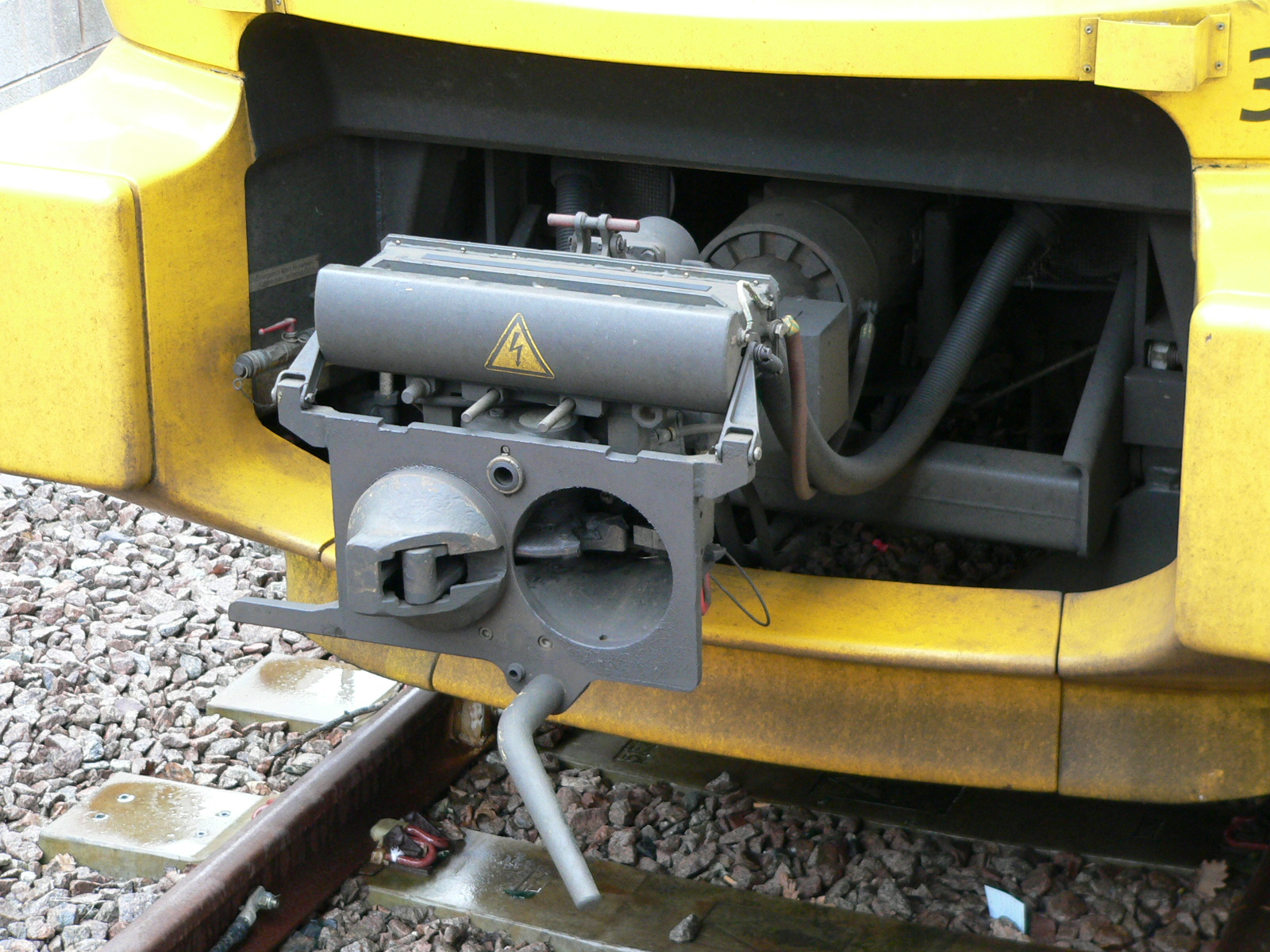
Scharfenbergkoppeling bij een treinstel serie 333 van British Rail
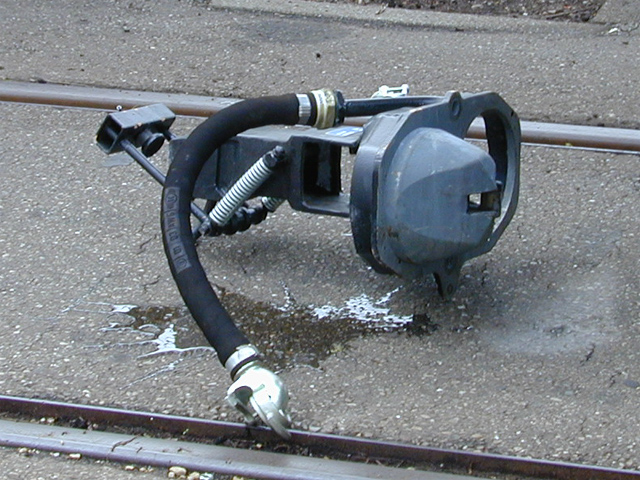
Scharfenberg hulpkoppeling op 12 juni 2004 te Haarlem voor transport Syntus LINT 27 met locomotief
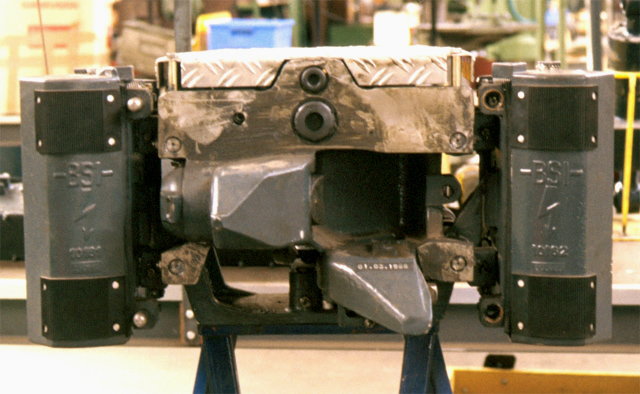
BSI-koppeling Sneltram Utrecht tijdens open dag WpH Haarlem
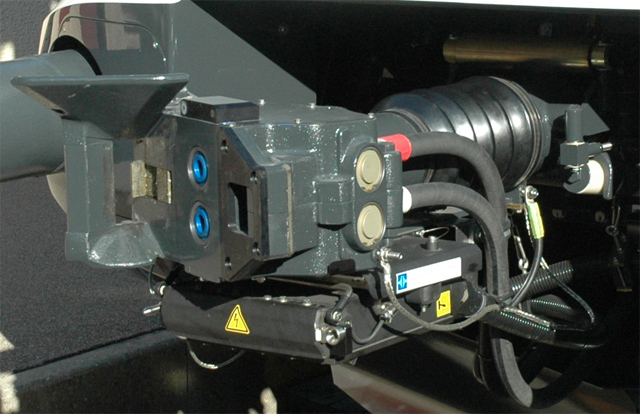
Schwab-Koppeling type FK-15-12
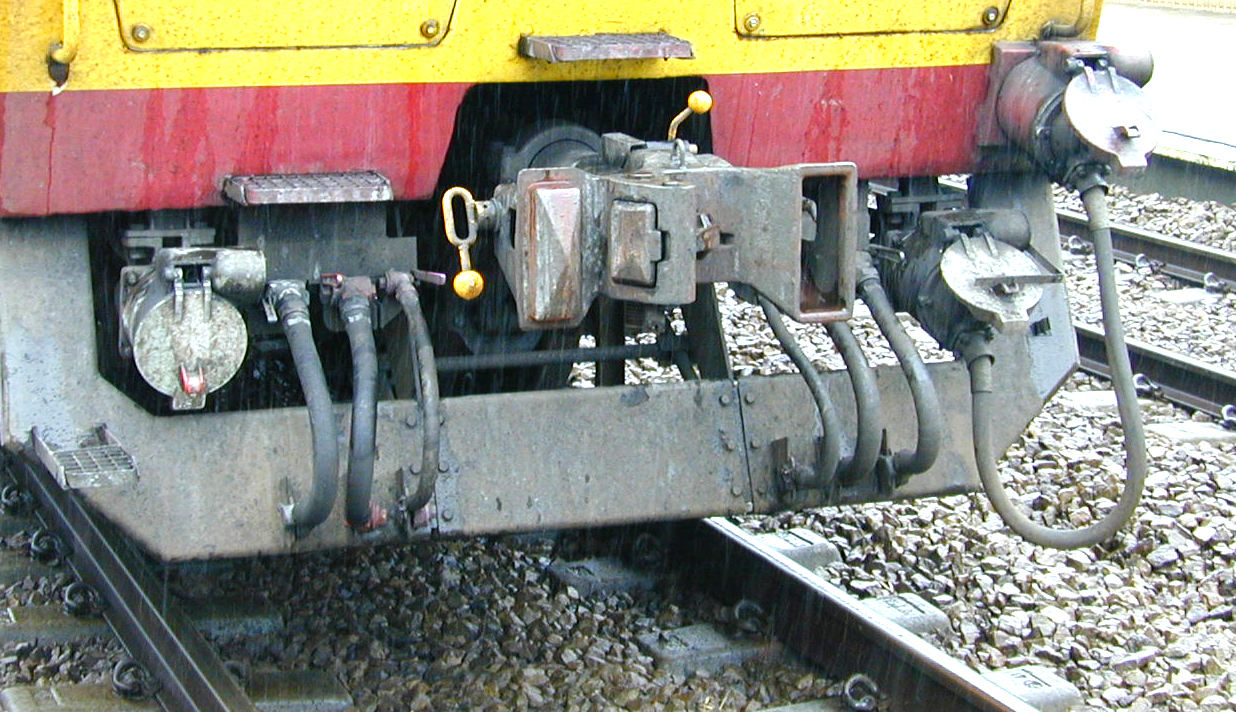
Henricot-koppeling met losse kabels en remslangen van NMBS treinstel 837
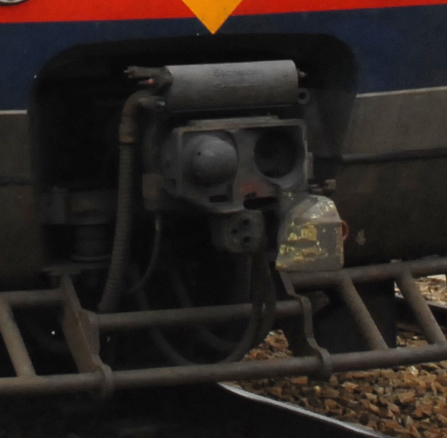
GF-koppeling van NMBS treinstel 377
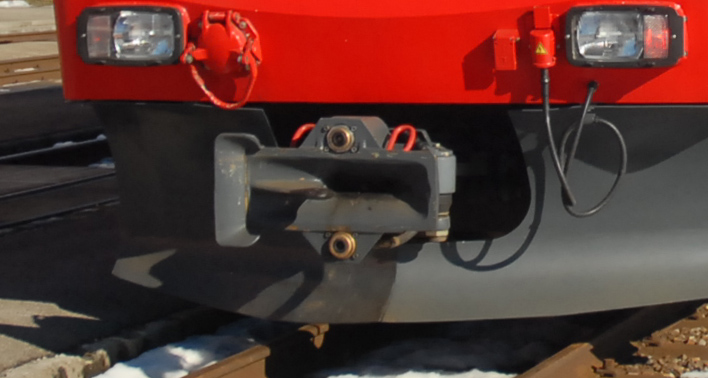
GF-koppeling van CJ treinstel 632
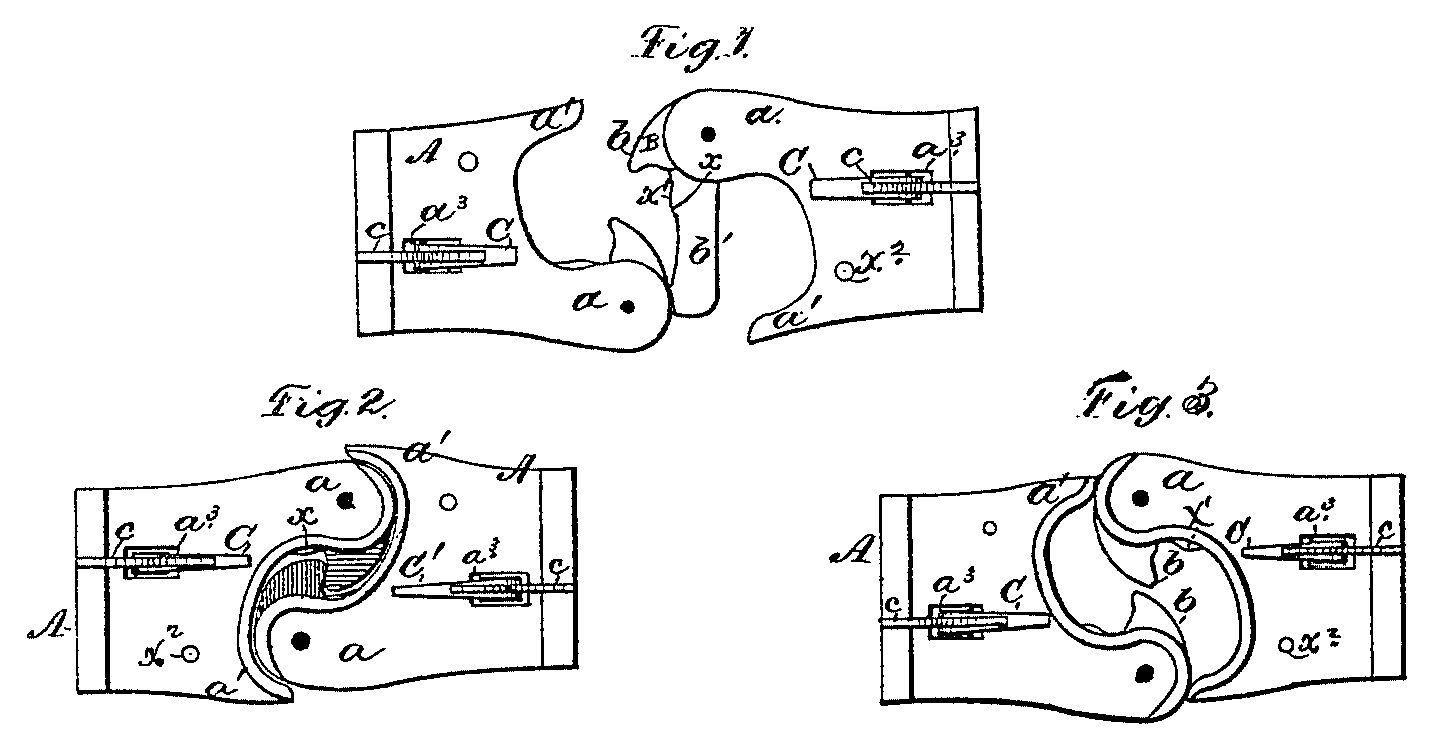
Tekening van Janney-koppeling (en:Janney coupler) van Eli Hamilton Janney
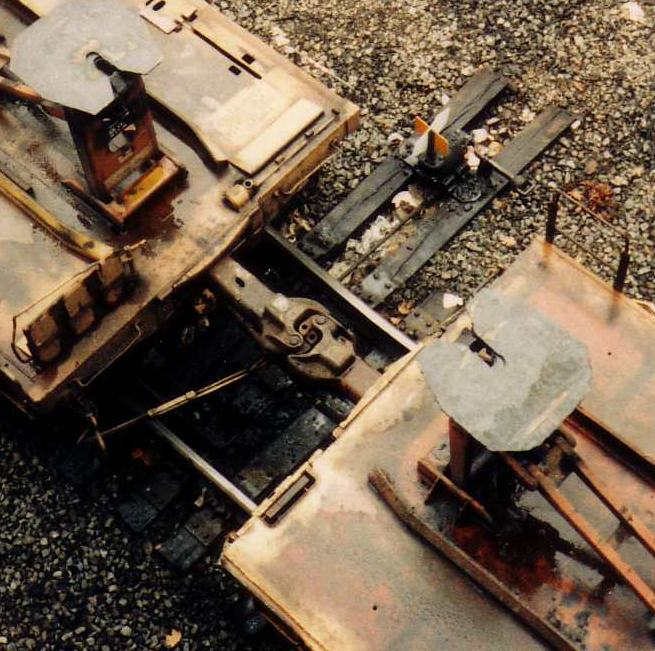
Koppeling bij 2 spoorwagens (Janney-koppeling)
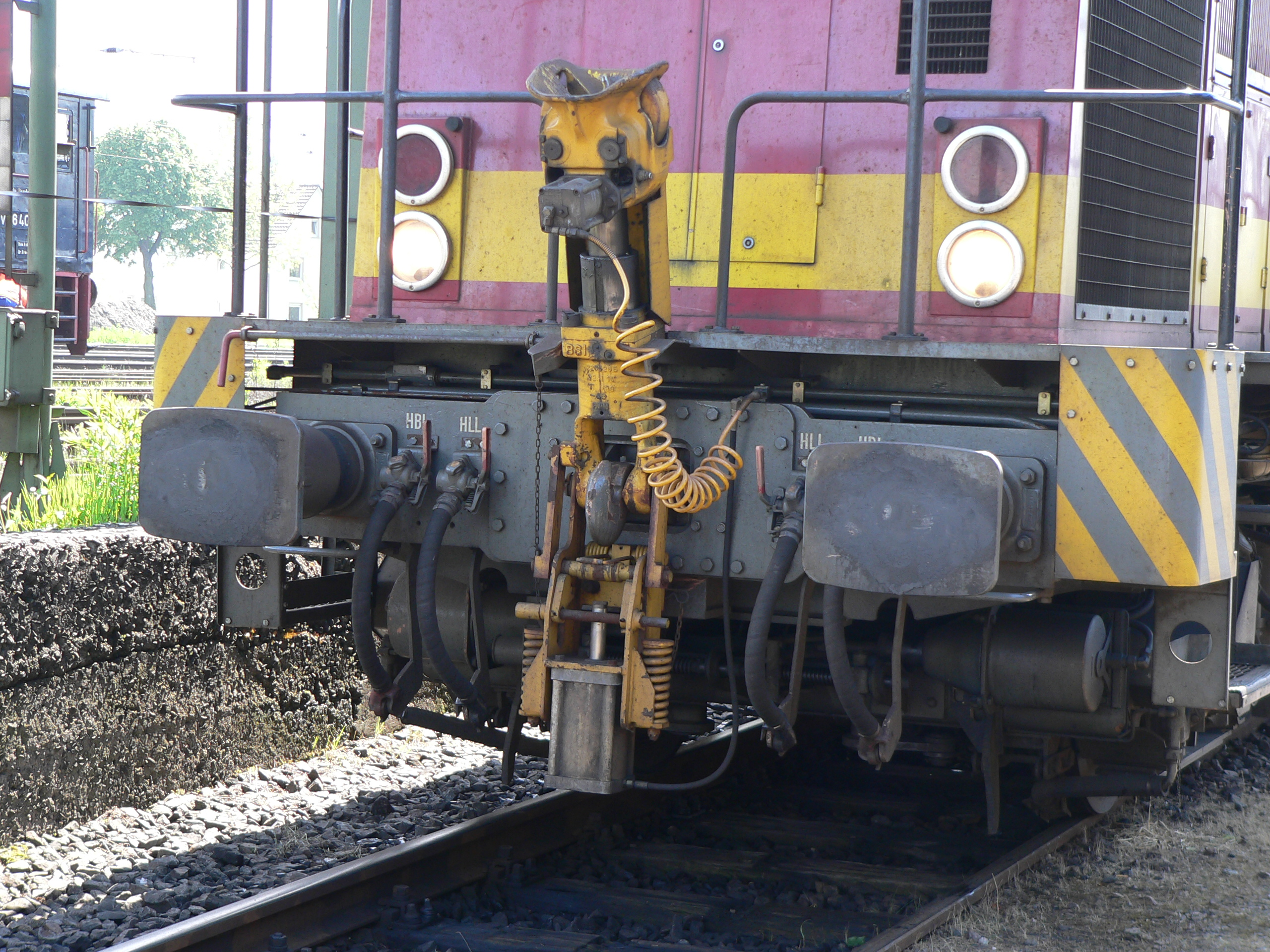
Opgeklapte rangeerkoppeling
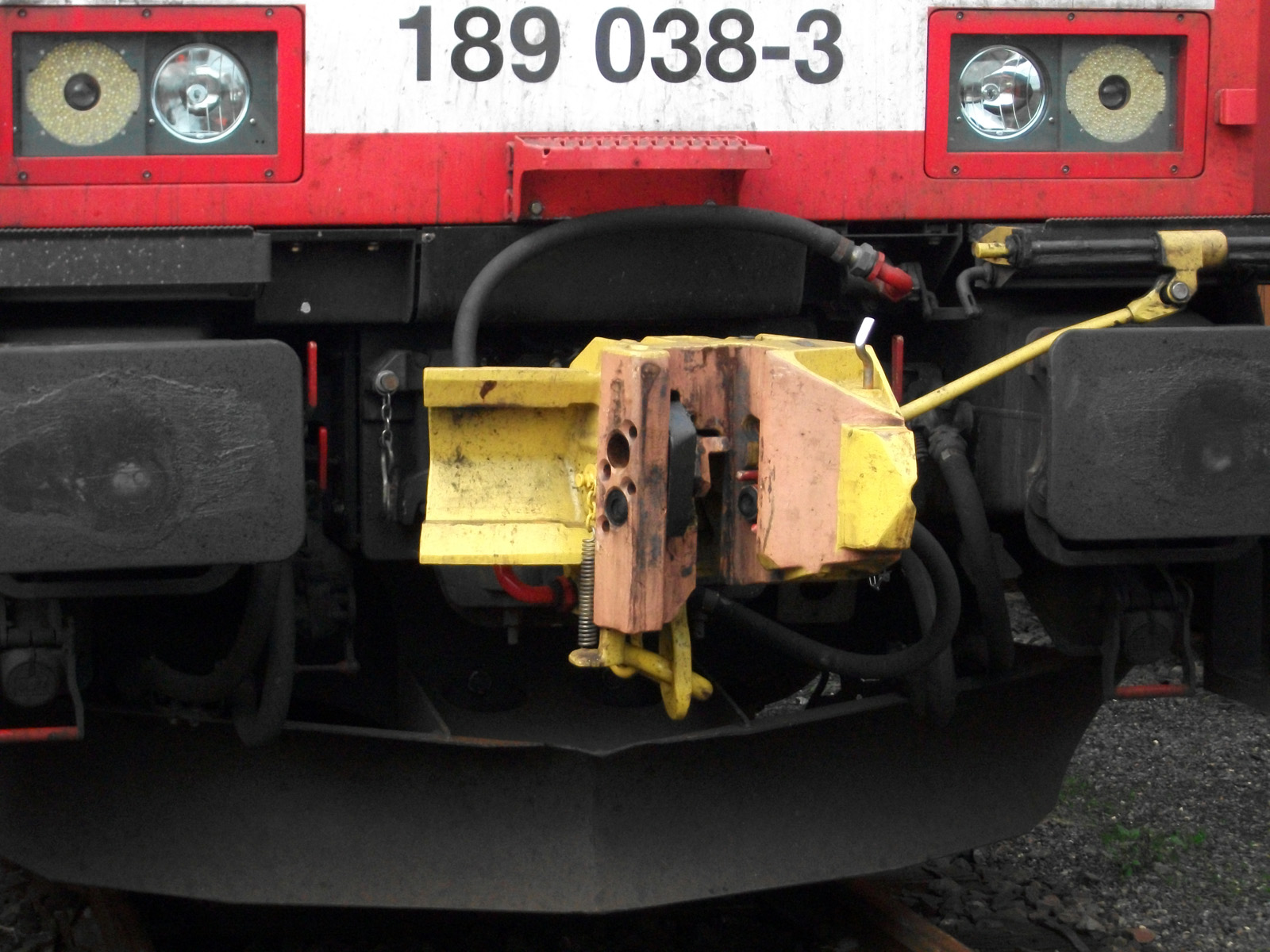
C-AKv automatische koppeling op een locomotief Baureihe 189
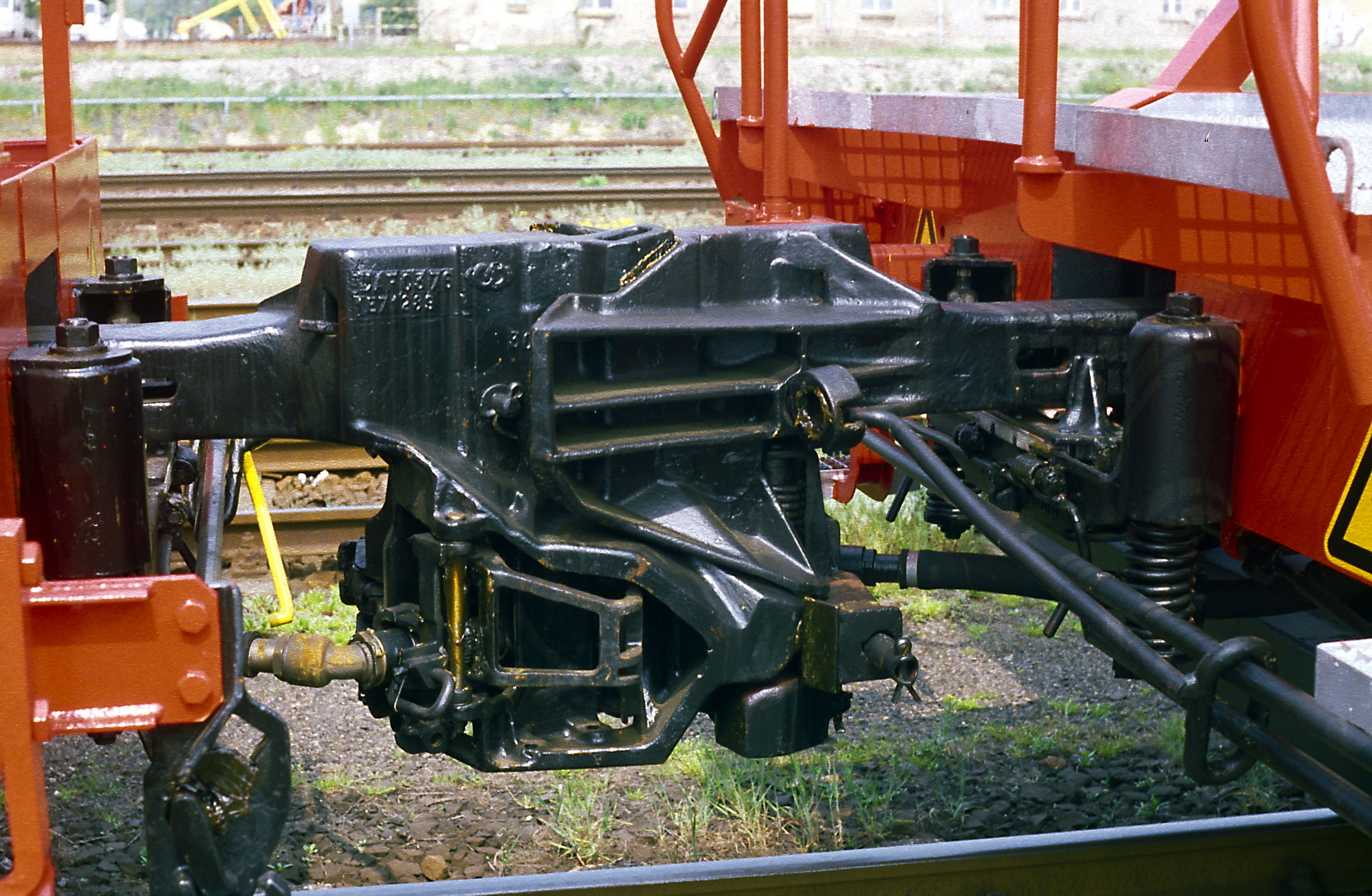
Gekoppelde automatische UIC-koppeling (AK69e)
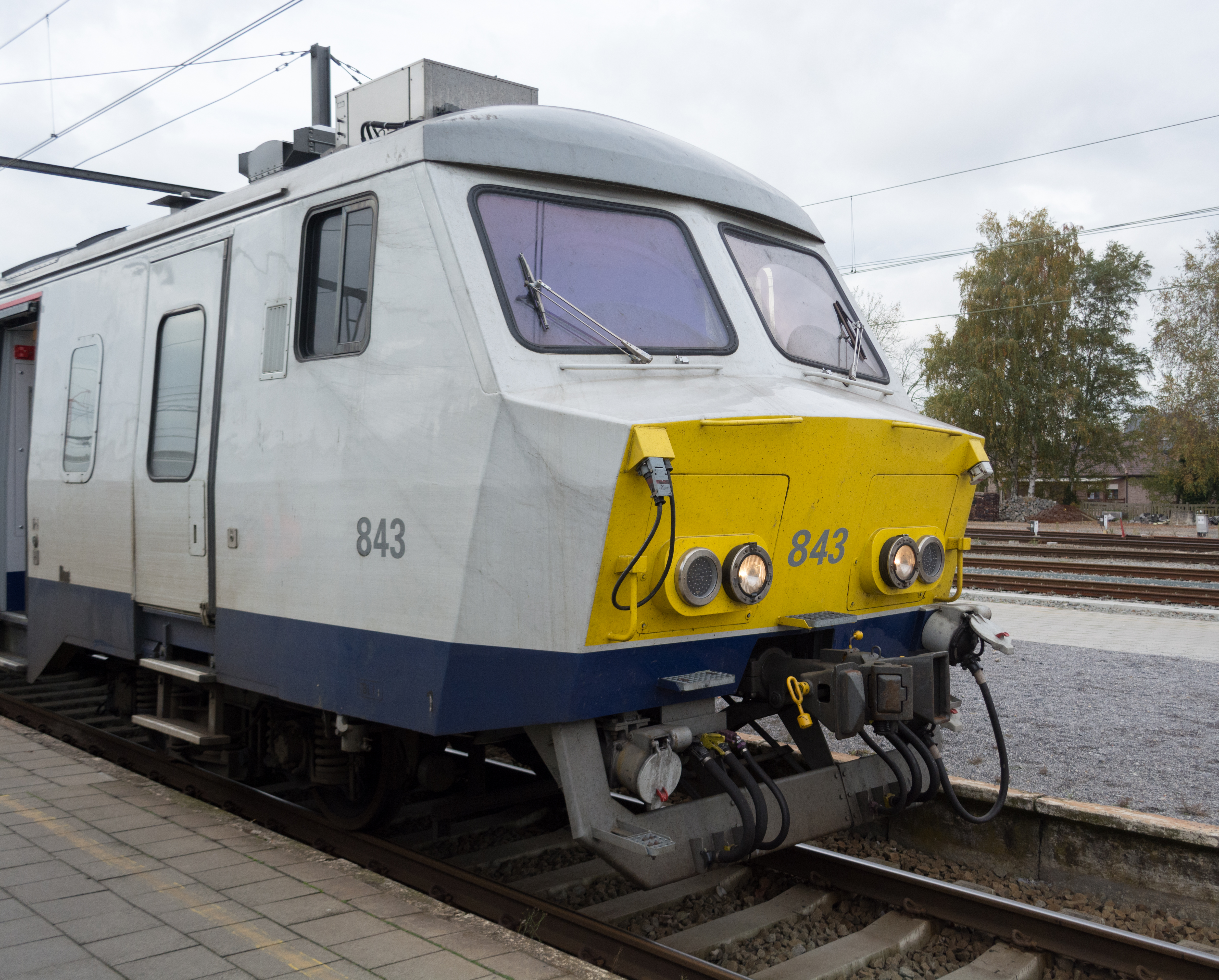
Henricot-koppeling op een NMBS elektrisch treinstel met aparte Westinghouserem en head-end power verbindingen
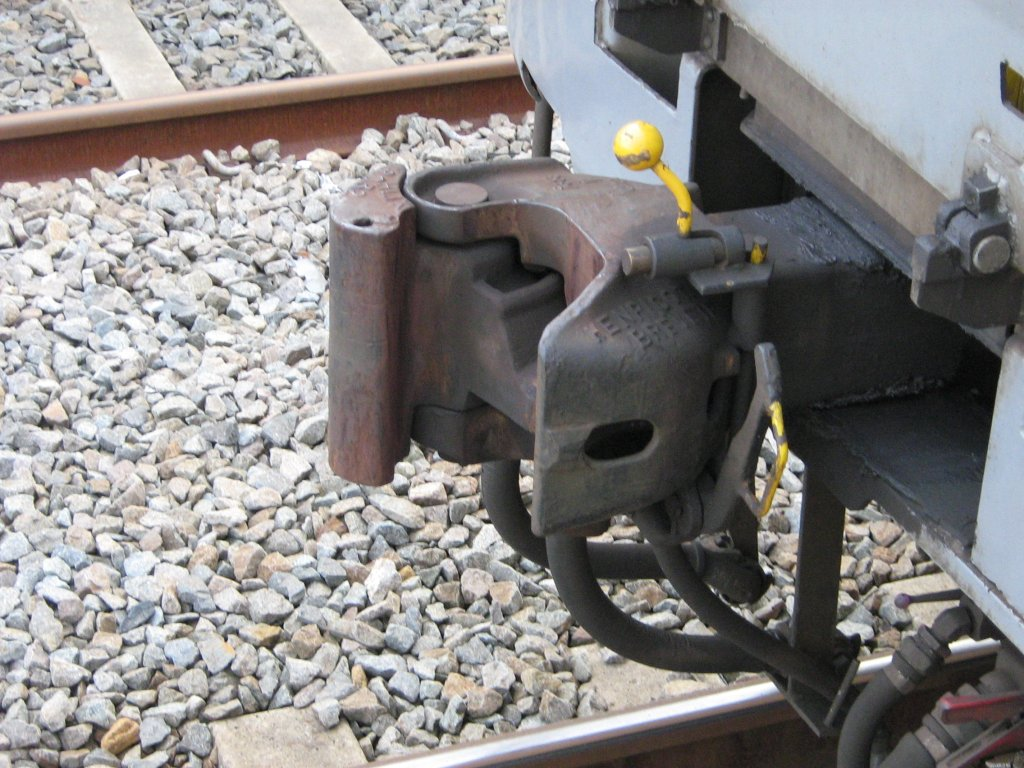
Type D Henricot-koppeling op een klassiek motorstel